# Římskokatolická farnost Hořepník
Římskokatolická farnost Hořepník je územním společenstvím římských katolíků v rámci pelhřimovského vikariátu českobudějovické diecéze.

## O farnosti

### Historie
Farní kostel je v Hořepníku poprvé doložen v roce 1351.

### Současnost
Farnost je administrována ex currendo z Červené Řečice.
| Kostel                       | Místo           | Bohoslužba             | Bohoslužba             | Poznámka      |
| ---------------------------- | --------------- | ---------------------- | ---------------------- | ------------- |
| Kaple Panny Marie            | Arneštovice     | neslouží se pravidelně | neslouží se pravidelně | obecní kaple  |
| Kaple                        | Bořetice        | neslouží se pravidelně | neslouží se pravidelně | obecní kaple  |
| Kaple Čtrnácti sv. Pomocníků | Březina - zámek | neslouží se pravidelně | neslouží se pravidelně | zámecká kaple |
| Kostel Nejsvětější Trojice   | Hořepník        | neděle                 | 9.30                   | farní kostel  |
| Kaple                        | Kyjov           | neslouží se pravidelně | neslouží se pravidelně | obecní kaple  |
| Kaple                        | Lesná           | neslouží se pravidelně | neslouží se pravidelně | obecní kaple  |
| Kaple                        | Mašovice        | neslouží se pravidelně | neslouží se pravidelně | obecní kaple  |
| Kaple                        | Přáslavice      | neslouží se pravidelně | neslouží se pravidelně | obecní kaple  |
| Kaple                        | Radějov         | neslouží se pravidelně | neslouží se pravidelně | obecní kaple  |